# Rævesovs
Rævesovs er en art stærk dressing eller marinade rørt af bl.a. olie, sennep og eddike. Et andet navn er hovmestersauce. Sovsen bruges gerne på gravad laks sammen med dild; der kan også være dild i sovsen, og det er i så fald dilddressing.
Som almindeligt ved madretter kan der forekomme alternative opskrifter og anvendelser.
Det er uklart, hvorfra navnet 'rævesovs' kommer, men det har været foreslået, at det er, fordi den syrlige lugt skulle minde om rævepis.